# Val Valentino
Val Valentino, właściwie Leonard Monatono (ur. 14 czerwca 1956 w Los Angeles) – amerykański iluzjonista, który zyskał sławę dzięki programowi telewizyjnemu Magia bez tajemnic, w którym jako Magik w masce ujawniał sekrety magicznych sztuczek.

## Kariera
Z magią po raz pierwszy zetknął się w wieku pięciu lat, kiedy ojciec pokazał mu sztuczkę z piłką i wazonem. Jako nastolatek działał w Międzynarodowym Programie Świadomości Kulturowej, w którym nie tylko wykonywał magiczne sztuczki, ale także ujawniał ich sekrety, by zachęcić innych do zajęcia się magią. Na przełomie lat 80. i 90. przeniósł się do Las Vegas i zaczął występować w miejscowych kasynach. Pojawił się też w programie The Merv Griffin Show i teledysku Herba Alperta.

### Magik w masce
W latach 1997–1998 jako Magik w masce występował w programie Magia bez tajemnic, w którym ujawniał sekrety zawodowych iluzjonistów. Propozycję tę otrzymał podczas występów w Las Vegas i zgodził się ją przyjąć, gdyż początkowo zamierzał ujawniać jedynie stare sztuczki. Jednakże kiedy program ruszył, odkryte zostały sekrety także nowszych iluzji, a to wywołało kontrowersje wśród wielu magików, którzy obawiali się, że ich występy stracą teraz na atrakcyjności. W ostatnim odcinku programu ujawnił swoją tożsamość wyjaśniając, że czuł potrzebę wyjawienia magicznych sekretów, po to by zainteresować iluzją dzieci. Dodał także, że w tym zawodzie ważniejsze są umiejętności aktorskie magika, niż sam trik.
Kilka lat później telewizja MyNetworkTV rozpoczęła nadawanie nowych odcinków programu, a w rolę Magika w masce ponownie wcielił się Valentino.
W 1999 roku pojawił się jako zamaskowany magik w jednym z odcinków serialu Diagnoza morderstwo, a w październiku 2007 roku wydano powieść graficzną, której głównym bohaterem jest Magik w masce.